# Lucian Ferenț Popescu
Lucian Ferenț Popescu (n. 24 decembrie 1971) este un fost jucător român de fotbal care a activat pe postul de atacant la echipele Extensiv Craiova, Gaz Metan Mediaș, UTA Arad, FC Argeș Pitești dar și Unirea Alba-Iulia.

### Juniorat
- FC Argeș Pitești (1988-1989)

### Seniorat
- Gaz Metan Mediaș (1989-1990)
- Gaz Metan Mediaș (1990-1991)
- Gaz Metan Mediaș (1991-1992)
- Gaz Metan Mediaș (1992-1993)
- Gaz Metan Mediaș (1993-1994)
- Gaz Metan Mediaș (1994-1995)
- Gaz Metan Mediaș (1995-1996)
- Gaz Metan Mediaș (1996-1997)
- Gaz Metan Mediaș (1997-1998)
- Universitatea Craiova (1997-1998)
- Extensiv Craiova (1998-1999)
- Extensiv Craiova (1999-2000)